# National Soccer League 1995-96
La National Soccer League 1995-96 fue la vigésima edición de la National Soccer League, la liga de fútbol profesional en Australia. El torneo estuvo organizado por la Federación de Fútbol de Australia (FFA). Esta competencia se disputó hasta 2004, para darle paso a la A-League (llamada Hyundai A-League), que comenzó en la temporada 2005-06.
Durante la temporada regular, los clubes disputaron 33 partidos, siendo el Marconi Stallions el que más puntos acumuló, con un total de 60, seguido por el Melbourne Knights con 59. Los seis primeros equipos con mejores puntajes clasificaron a una ronda eliminatoria, para definir a los finalistas. De los seis clasificados a instancias finales, el Melbourne Knights y Marconi Stallions llegaron a la final que se disputó el 26 de mayo de 1996, en el Olympic Park Stadium ante 14 258 espectadores.
La final la ganó el Melbourne Knights, por dos goles a cero. Los goles del partido fueron hechos por Marth al minuto 58 y Cervinski al 74 por parte del Melbourne y para el Marconi Stallions descontó Harper a los 78. De esta manera obtuvo el campeonato australiano.
En cuanto a los premios de la competición, el futbolista con más goles fue el australiano Damian Mori del Adelaide City con 31 goles, John Perin del Adelaide City Knights el mejor técnico y nuevamente Mori el mejor jugador del año.

## Equipos
| - Marconi Fairfield - Wollongong Wolves - Adelaide City FC - Morwell Falcons - Sydney Olympic FC - Brisbane Strikers FC | - Canberra Cosmos - South Melbourne FC - Melbourne Knights - Newcastle Breakers - Sydney United - West Adelaide SC |

## Clasificación
| 1                     | Marconi Fairfield  | 33 | 17 | 9  | 7  | 58 | 35 | +23 | 60 |
| 2                     | Melbourne Knights  | 33 | 17 | 8  | 8  | 50 | 28 | +22 | 59 |
| 3                     | Sydney Olympic     | 33 | 17 | 8  | 8  | 55 | 41 | +14 | 59 |
| 4                     | Brisbane Strikers  | 33 | 17 | 6  | 10 | 54 | 35 | +19 | 57 |
| 5                     | Adelaide City      | 33 | 15 | 9  | 9  | 65 | 40 | +25 | 54 |
| 6                     | Sydney United      | 33 | 14 | 12 | 7  | 47 | 33 | +14 | 54 |
| 7                     | West Adelaide      | 33 | 16 | 5  | 12 | 49 | 43 | +6  | 53 |
| 8                     | South Melbourne    | 33 | 14 | 4  | 15 | 50 | 56 | -6  | 46 |
| 9                     | Canberra Cosmos    | 33 | 8  | 11 | 14 | 48 | 61 | -13 | 35 |
| 10                    | Morwell Falcons    | 33 | 9  | 8  | 16 | 35 | 65 | -30 | 35 |
| 11                    | Wollongong City    | 33 | 5  | 5  | 23 | 31 | 63 | -32 | 20 |
| 12                    | Newcastle Breakers | 33 | 4  | 5  | 24 | 35 | 77 | -42 | 17 |
| Estadísticas finales. |                    |    |    |    |    |    |    |     |    |

|  |                                    |
|  | Clasificados a las rondas finales. |

## Rondas eliminatorias

### Semifinal 1
- Marconi Fairfield 0-1 Melbourne Knights[7]
- Sydney Olympic 0-2 (0-1) Adelaide City[8]
- Brisbane Strikers 0-2 (1-2) Sydney United[8]

### Semifinal 2
- Marconi Fairfield 2-2 (2-3) Melbourne Knights[9][7]
- Adelaide City 1-0 Sydney United[10]

### Final preliminar
- Marconi Fairfield 4-1 Adelaide City[11]

### Final
- Melbourne Knights 2-1 Marconi Fairfield[5]

## Tabla de goleadores
| Jugador                        | Equipo            | Goles |
| ------------------------------ | ----------------- | ----- |
| Damian Mori                    | Adelaide City     | 31    |
| Frank Farina                   | Brisbane Strikers | 19    |
| Kris Trajanovski               | UTS Olympic       | 19    |
| Jim Tsekinis                   | West Adelaide     | 16    |
| Andrew Harper                  | Marconi-Fairfield | 14    |
| Rod Brown                      | Brisbane Strikers | 13    |
| Francis Awaritefe              | Marconi-Fairfield | 13    |
| Bradley Hassell                | Adelaide City     | 11    |
| Paul Wade                      | Canberra Cosmos   | 11    |
| Estadísticas finales de goleo. |                   |       |

## Premios
- Medalla Johnny Warren: Damian Mori (Adelaide City)[6]
- Jugador del año categoría sub-21: Jim Tsekenis (West Adelaide)[6]
- Goleador: Damian Mori (Adelaide City - 31 goles)[6]
- Director técnico del año: John Perin (Adelaide City)[6]